# Falskt medvetande
Falskt medvetande är ett begrepp inom marxistisk teori, som bygger på hypotesen att institutioner i kapitalistiska samhällen förleder proletariatet – och möjligen även andra samhällsklasser – rörande kapitalismens natur, så att de undertryckta samhällsklasserna inte inser sina objektiva intressen. I synnerhet betyder det att alla ideologier syftar till att bygga upp ett falskt medvetande. Detta är ett marxistiskt koncept som antyder att proletariatet (arbetarklassen) inte erkänner att de utnyttjas av bourgeoisin (överklassen) och faktiskt bidrar till sin egen exploatering. Borgerlig ideologi förmår dem att tro att överklassens intressen faktiskt är allas intressen.
Det finns inga belägg för att Karl Marx själv någonsin skulle ha använt begreppet, men det förekommer i ett citat från Friedrich Engels från 1893:
Ideologi är en process som utförs av den så kallade tänkaren. Detta sker medvetet, det är sant, men med ett falskt medvetande. De verkliga krafter som driver honom förblir okända för honom; i annat fall skulle det helt enkelt inte vara fråga om en ideologisk process. Därför inbillar han sig falska eller skenbara motiverande krafter.
Begreppet används ganska vitt bland svenska vänsterideologer, men även inom radikalfeminismen, där det dock har en annan innebörd: här tolkas det så att kvinnor förleds att acceptera männens överordning och att de inbillar sig att de är fria fast de i själva verket är förtryckta.
Den danske marxistiske teoretikern Gotfred Appel lanserade på 60-talet en teori, ”Snyltarstatsteorin”, grundad på idén om falskt medvetande, som gick ut på att arbetarklassen i västvärlden var ”mutad” av borgarklassen och att all politisk kamp för att befria proletariatet därför är meningslös och att det enda som återstod för de upplysta var att bilda revolutionära celler och invänta en annan samhällsordning.
Hos Karl Mannheim är detta begrepp centralt i hans arbeten inom kunskapssociologi. Han studerade hur olika ideologier och klassbakgrund påverkar vår uppfattning om verkligheten.